# Vijgentouw

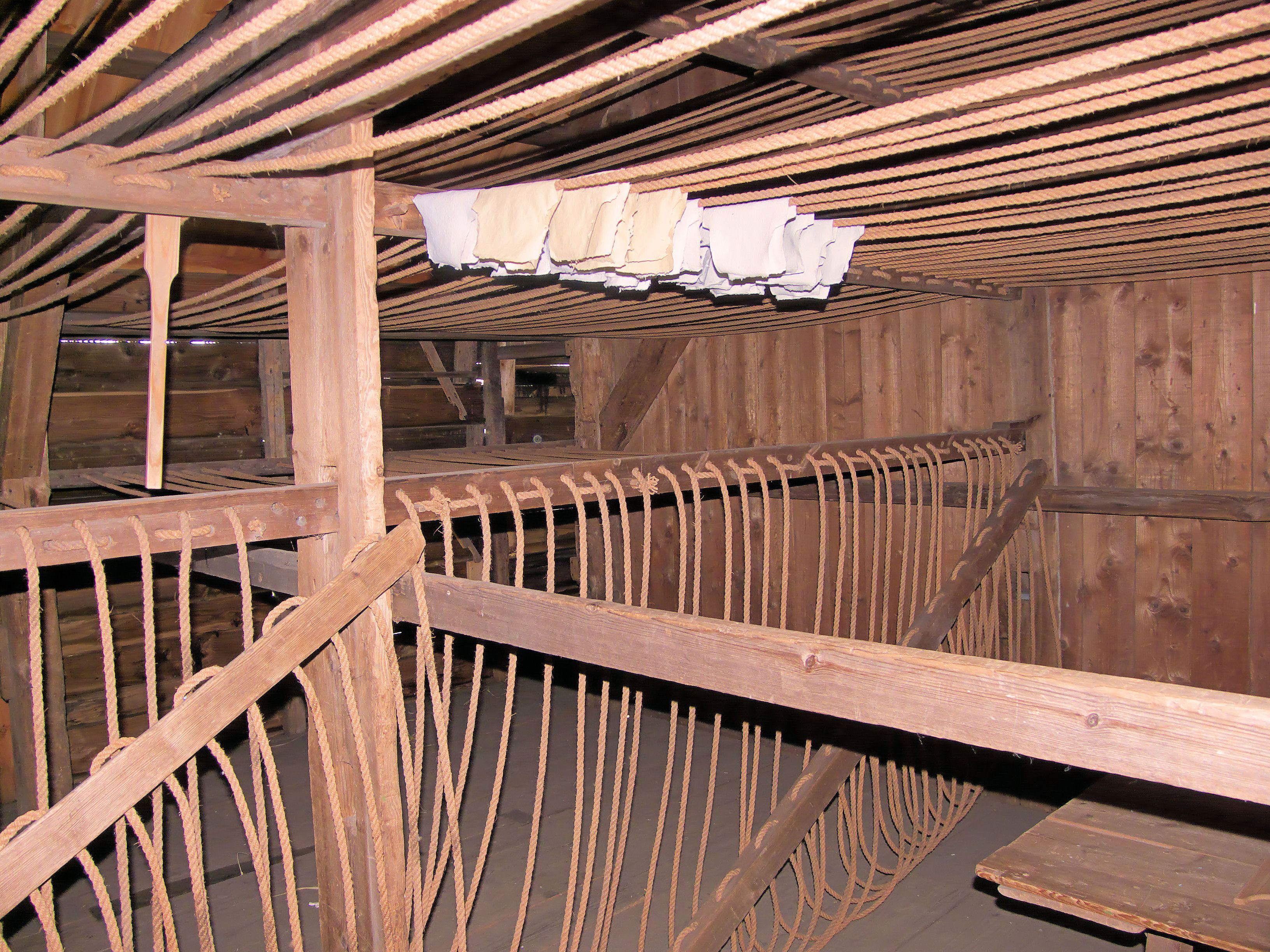
Droogschuur met vijgentouw van de papiermolen De Schoolmeester in Westzaan

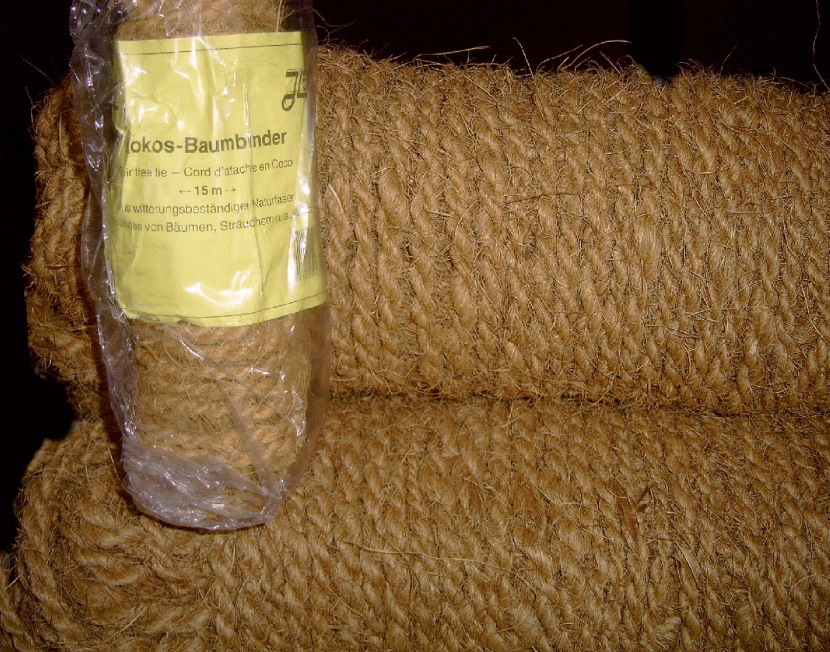
Kokostouw

Vijgentouw of kokostouw wordt gemaakt van de kokosvezels van de kokosnoot. Vijgentouw is de zwakste natuurlijke touwsoort en weinig duurzaam. Daarom worden er vooral dikke touwen van gemaakt. Kokostouw rekt veel en blijft drijven. Het werd vroeger onder andere gebruikt voor het drogen van het papier op een papiermolen, omdat het niet afgeeft. Het wordt nog maar zelden gebruikt.